# Memo Benassi

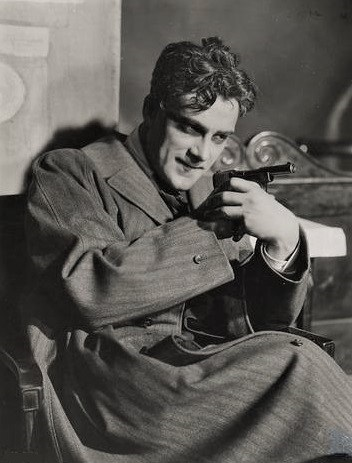
Memo Benassi
Fotografie von Alexander Schmoll.

Domenico „Memo“ Benassi (* 21. Juni 1891 in Sorbolo; † 24. Februar 1957 in Bologna) war ein italienischer Schauspieler.

## Leben
Benassi studierte am Konservatorium Parma Violoncello und wurde während einer Laienaufführung von Gualtiero Tumiati entdeckt, der ihn für sein Ensemble unter Vertrag nahm. Nach der Saison 1919/20, die er in der Kompagnie Luigi Carini-Olga Vittoria Gentilli verbrachte, spielte der jugendliche Held neben Eleonora Duse und dann in der „Compagnia Benelliana“ mit Giuseppe Sterni und Tina Pini. 1922 entstanden, wieder mit Duse, bemerkenswerte Aufführungen von Ibsens Gespenster und Die Frau vom Meer. Eine Amerika-Tournee folgte, die mit dem Tod der Schauspielerin endete; Benassi begleitete die sterblichen Überreste auf ihrer letzten Reise zurück nach Italien.
1925 bis 1928 stand Benassi dann zunächst bei Irma, dann bei Emma Gramatica unter Vertrag, bevor er ein von Tommaso Monicelli zusammengestellte eigenes Ensemble anführte. Dann war er als Napoleon in Campo di maggio für Za-Bum zu sehen, für Anna Fontana, erneut die Schwestern Gramatica und seine ersten Tonfilmrollen tätig. Während der weiteren 1930er Jahre und der Kriegszeit festigte er seinen Ruf als Partner bedeutender Darstellerinnen wie Rina Morelli, Laura Carli und Elena Zareschi. Nach Kriegsende spielte Benassi unter Giorgio Strehler in Trauer muss Elektra tragen neben Diana Torrieri, dann unter Luchino Visconti in Schuld und Sühne, später in Troilus und Cressida. Weitere Stationen seines Schaffens waren Spielzeiten neben Cesarina Gheraldi und Evi Maltagliati, 1950/51 am „Soffitta“ in Bologna und 1952/53 am „Stabile di Roma“. Mit Lilla Brignone und Gianni Santuccio gab es späte Erfolge in der Spielzeit 1953/54 am „Teatro Stabile di Via Manzoni“ in Mailand.
In den Zeiten des Stummfilms hatte Benassi bereits eine kleine Karriere vorgelegt, als er für die Produktionsgesellschaft „Silentium“ in Mailand zwischen 1916 und 1919 in einer Reihe erfolgreicher Dramen gespielt hatte und später für andere Firmen weiter tätig war. Seine Tonfilme beschränken sich auf sporadische Arbeiten als Charakterdarsteller, die nach dem Zweiten Weltkrieg fast gänzlich eingestellt wurden.

## Filmografie (Auswahl)
- 1916: Notte di tempesta
- 1924: Die Liebesbriefe der Baronin von S…
- 1925: Das Abenteuer der Sybille Brant
- 1933: Das Blumenmädchen vom Grand-Hotel (Lisetta)
- 1934: Eine Diva für alle (La signora di tutti)
- 1937: Karthagos Fall (Scipione l’Africano)
- 1938: Rivalin der Zarin (La principessa Tarankova)
- 1942: Heimatlos (Le due orfanelle)
- 1951: Messalina (Messalina)
- 1955: Adrianna Lecouvreur